# Wellington A. Playter
Wellington A. Playter (9 de dezembro de 1879 – 15 de julho de 1937) foi um ator inglês. Ele atuou em 43 filmes mudos entre 1913 e 1921.

## Filmografia selecionada
- An American Citizen (1914)
- The County Chairman (1914)
- The Man from Mexico (1914)
- The Morals of Marcus (1915)
- The Sin Woman (1917)
- Polly of the Circus (1917)
- The Wicked Darling (1919)
- Fool's Gold (1919)
- Back to God's Country (1919)